# Maria Elisabeth Hesselblad
La beata Maria Elizabeth Hesselblad, O.ss.S. (4 de juny de 1870 - 24 d'abril de 1957), va ser una infermera sueca que es va convertir al catolicisme i va refundar l'Orde del Santíssim Salvador o de les Germanes Brigidinas. És venerada com a santa per l'Església Catòlica.

## Biografia

### Primers anys i conversió
Va ser la cinquena de tretze fills del matrimoni format per August Robert Hesselblad i Cajsa Pettesdotter Dag, una família luterana de Fåglavik a la Província de Västra Götaland.
El 1886 va haver de començar a treballar per ajudar en les despeses familiars. Al principi va buscar treball a Suècia, però al final va emigrar als Estats Units d'Amèrica el 1888, on va estudiar infermeria a l'Hospital Roosevelt de Nova York. Allí va treballar com a infermera a domicili, la qual cosa la va posar en contacte amb la fe catòlica de molts dels pobres que atenia. Es va interessar per aquesta fe i, el 15 d'agost va rebre el baptisme condicional d'un sacerdot jesuïta, Giovanni Hagen, a la capella de l'Escola Preparatòria de la Visitación a Georgetown, Washington, D. de C.

### Vida religiosa
Hesselblad va pelegrinar llavors a Roma, on va rebre el sagrament de la confirmació. Va visitar també la casa de Santa Brígida de Suècia, on la santa medieval havia romàs l'última part de la seva vida, la qual cosa li va causar una gran impressió. En aquest punt, es va sentir cridada a dedicar la seva vida a la Unitat dels cristians. Va retornar breument a Nova York, per tornar a Roma immediatament, on, el 25 de març de 1904 va ser rebuda com a hoste per les religioses del monestirCarmelita de Roma. Va sol·licitar a la Santa Seu permís per fer els vots monàstics sota la regla de l'ordre que Brígida havia fundat, la qual havia tingut una presència prominent a l'Església a Suècia abans que la Reforma Protestant s'assentés al país. Va rebre permís especial del papa Pius X el 1906, quan va adoptar l'hàbit religiós, incloent el seu element distintiu d'una corona de plata.
Hesselblad va intentar fer reviure l'interès tant per l'ordre, com per la seva fundadora, tant a Suècia com a Roma, amb el propòsit d'establir un monestir de l'ordre en el lloc on Brígida havia viscut, no obstant això no va tenir voluntàries dels pocs monestirs brigidins que encara existien. Va renunciar llavors a la intenció de seguir el camí de vida ja establert per a l'Orde, va proposar un de nou que inclogués la cura dels malalts. Se li van unir tres joves angleses, que va rebre el 9 de novembre de 1911, i amb les quals es va establir la nova congregació. La seva missió particular era l'oració i el treball, especialment per la unitat dels cristians escandinaus amb l'Església Catòlica.
Mary Elizabeth Hesselblad va tornar a la seva pàtria el 1923, on va poder establir una comunitat a Djursholm i treballar atenent els malalts pobres. La nova congregació va créixer i va haver-hi diverses fundacions en els següents anys. El 1931, va obtenir la casa de Santa Brígida a Roma per a la seva nova congregació. Es va fer una nova fundació a l'Índia el 1937, la qual va apropar noves membres.
Durant la Segona Guerra Mundial es va dedicar a treballar a favor del poble romà i principalment a oferir refugi a diverses famílies de jueus perseguits. També va treballar en el diàleg interreligiós i contra el racisme i se la va conèixer com «la segona Brígida».
Va morir a la Casa de Santa Brígida el 24 d'abril de 1957, després d'una vida dedicada a unir Suècia i Roma.

## Canonització
El procés de canonització va començar a Roma el 1987 i va concloure el seu treball el 1990. Durant aquest període, la Congregació per a les Causes dels Sants va aprovar la causa i li va concedir el títol de Servent de Déu el 4 de febrer de 1988.
El procés diocesà va ser ratificat el 21 de juny de 1991, amb la qual cosa es va permetre la presentació de la Positio a Roma per a la seva continuació. El papa Joan Pau II la va proclamar venerable el 26 de març de 1999, després de reconèixer que havia viscut les virtuts de la vida cristiana en grau heroic.
El miracle necessari per a la seva beatificació va ser investigat el 1996 i va rebre la ratificació el 17 d'octubre de 1998. El papa ho va aprovar l'any 2000 i va procedir a la seva beatificació el 9 d'abril del mateix any.
El 14 de desembre de 2015, el papa Francesc va aprovar el segon miracle atribuït a la beata. El 15 de març de 2016 es va decidir de canonitzar-la el 5 de juny.

## Yad Vashem
El 2004, el Yad Vashem la va reconèixer com a Just entre les Nacions, a causa del seu treball d'ajuda als jueus durant la Segona Guerra Mundial.